# Neuvy-Saint-Sépulchre
Neuvy-Saint-Sépulchre är en kommun i departementet Indre i regionen Centre-Val de Loire i de centrala delarna av Frankrike. Kommunen ligger i kantonen Neuvy-Saint-Sépulchre som tillhör arrondissementet La Châtre. År 2022 hade Neuvy-Saint-Sépulchre 1 657 invånare.

## Befolkningsutveckling
Antalet invånare i kommunen Neuvy-Saint-Sépulchre
Referens:INSEE